# Wydmusy
Wydmusy (prononciation : [vɨdˈmusɨ]) est un village polonais de la gmina de Myszyniec dans le powiat d'Ostrołęka de la voïvodie de Mazovie dans le centre-est de la Pologne.
Il se situe à environ 5 kilomètres au sud-est de Myszyniec (siège de la gmina), 34 km au nord d'Ostrołęka (siège du powiat) et à 129 km au nord de Varsovie (capitale de la Pologne).

## Histoire
De 1975 à 1998, le village appartenait administrativement à la voïvodie d'Ostrołęka.